# Taquaruçu (Palmas)
Taquaruçu é um distrito do município brasileiro de Palmas, capital do estado do Tocantins. Segundo o censo demográfico de 2022, realizado pelo Instituto Brasileiro de Geografia e Estatística (IBGE), sua população era de 5 559 habitantes e havia 1 835 domicílios particulares permanentes ocupados.
De acordo com o IBGE, em 2010 a população era de 4 739 habitantes e havia 1 597 domicílios particulares.

## História e descrição

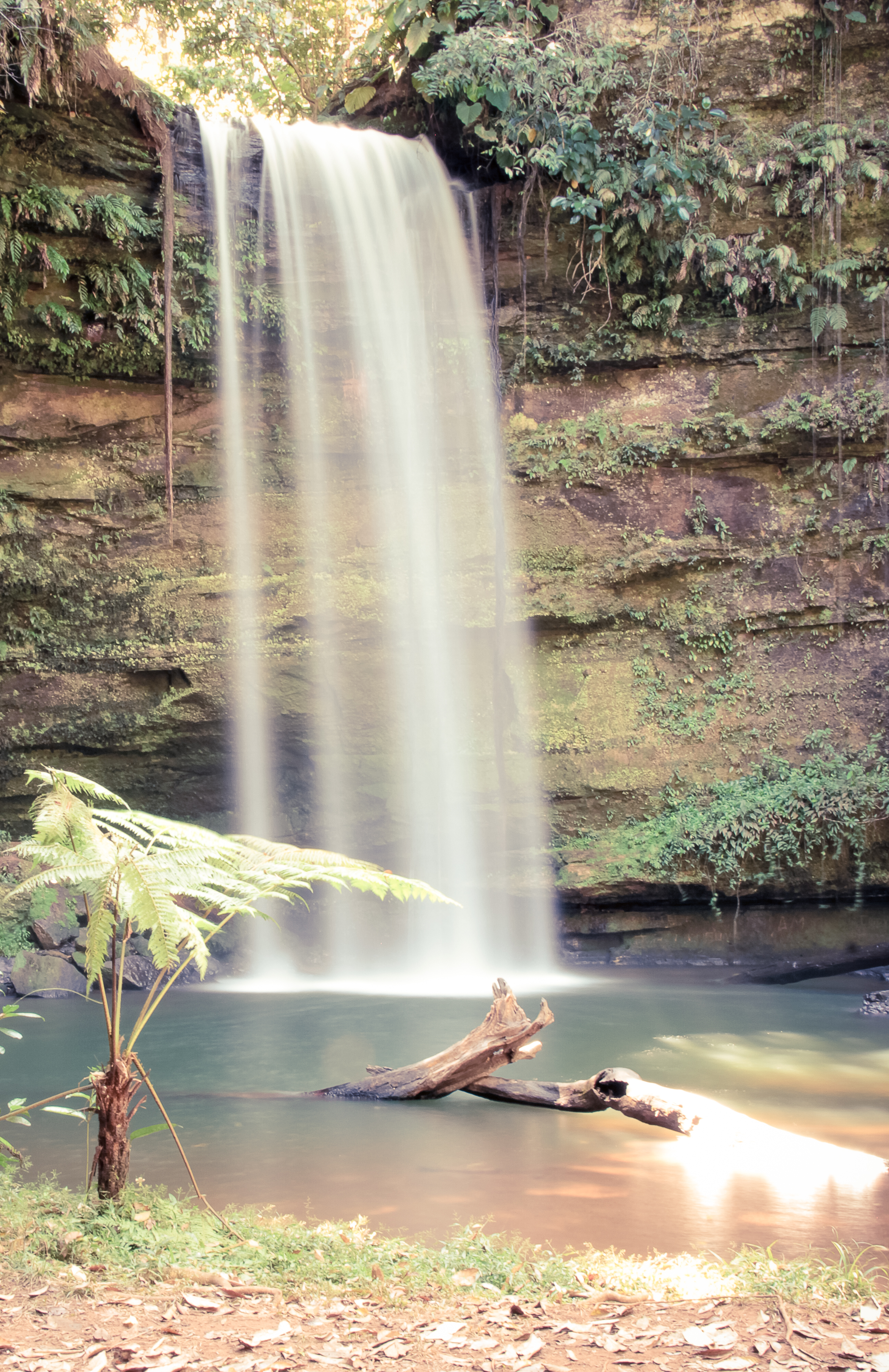
A Cachoeira do Evilson, um dos atrativos turísticos de Taquaruçu.

Foi criado pela lei estadual de Goiás nº 10.419 de 1º de janeiro de 1988, sob a categoria de município e com o nome de Taquarassu do Porto (instalado em 1º de junho de 1989). Contudo, pela resolução nº 28 de 29 de dezembro de 1989, o município passou a pertencer à cidade de Palmas, criada pelo mesmo decreto, sob a condição de distrito.
A área do ex-município englobava o território dos antigos distritos de Taquaralto e Canela, criados pela resolução nº 1 de 18 de dezembro de 1989, e anexados a Palmas pela lei nº 33 de 13 de fevereiro de 1990. Estes, no entanto, foram transformados em bairros ainda na década de 1990. Taquarassu do Porto, por sua vez, permaneceu como distrito foi renomeado para Taquaruçu.
Taquaruçu também é conhecido como a região serrana de Palmas, sendo a localidade mais alta e mais fria do município, com uma altitude média de 410,91 m. O distrito possui diversas cachoeiras, dentre elas,  a cachoeira de Taquaruçu, Roncadeira, Evilson e etc. A região também possui belíssimos balneários naturais, com destaque o vale do Vai Quem Quer.
Um dos grandes atrativos locais é o rapel na cachoeira do roncador e a Tirolesa Voo do Pontal. A tirolesa Voo do Pontal é a maior da região norte e está entre as três maiores tirolesas do Brasil. Sua extensão é de 1300 metros e a altura um pouco mais de 200 metros. Assim, Taquaruçu é considerado como um dos principais atrativos turísticos do Tocantins.
A rodovia que serve à localidade é a TO-030. Abriga ecossistemas variados que incluem vegetação rasteira do cerrado, solo seco da caatinga e até mesmo árvores gigantes amazônicas com mais de 300 anos de existência.[carece de fontes?]